# 제이 매키너니

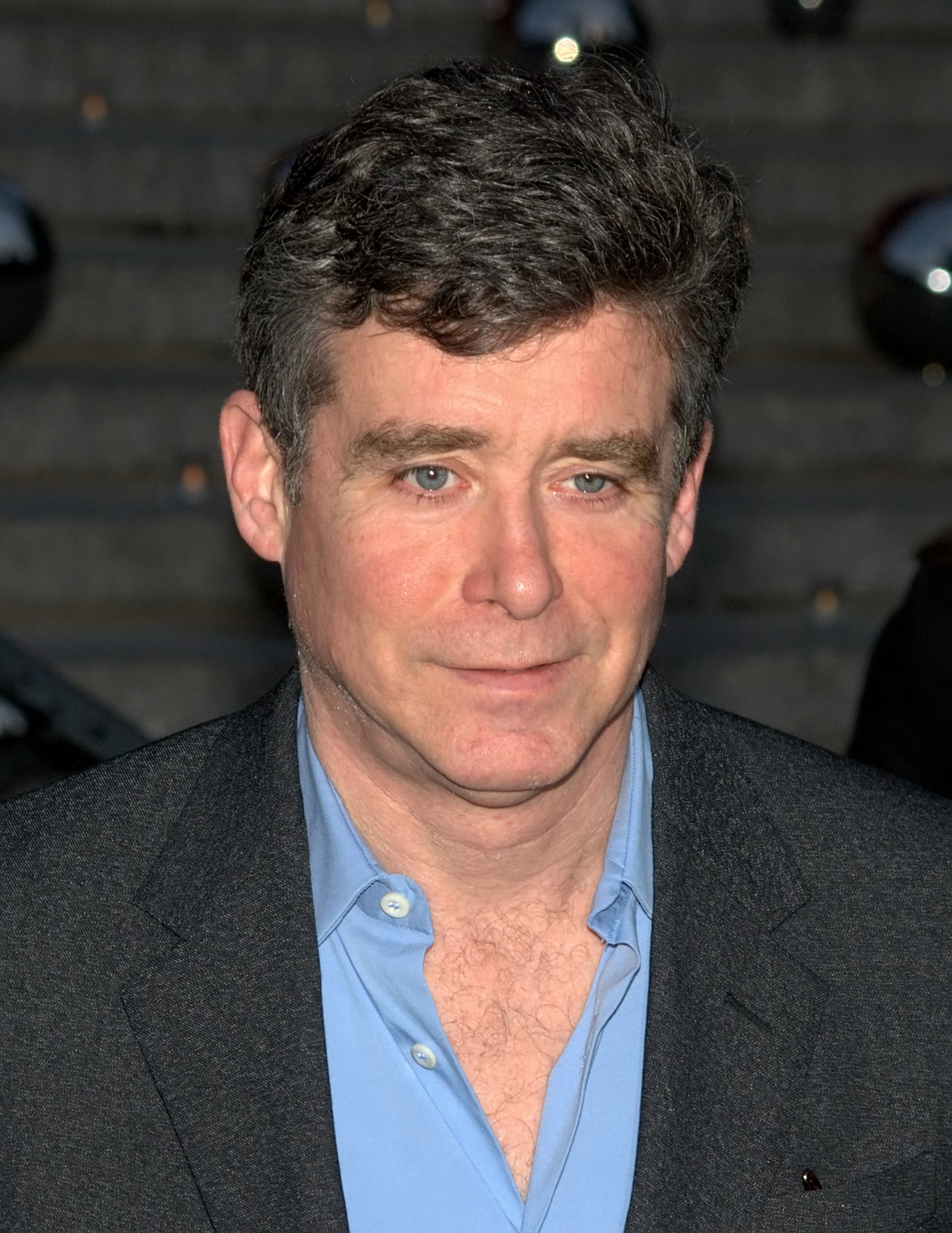
제이 매키너니

존 배럿 "제이" 매키너니 주니어(영어: John Barrett "Jay" McInerney, Jr., 1955년 1월 13일 코네티컷주 하트퍼드 ~ )는 미국의 소설가이다.

## 생애
1976년 윌리엄스 대학교를 졸업했으며 1984년 소설 《빛과 도시》(Bright Lights, Big City)를 발표하면서 데뷔했다. 그 외에 《내 인생의 이야기》(Story of My Life, 1988년), 《빛이 떨어지다》(Brightness Falls, 1992년), 《좋은 삶》(The Good Life, 2006년) 등의 소설을 발표했다. 2006년에는 사교계 인사, 자선가인 앤 허스트와 결혼했다.